# Hayato Otani
Hayato Otani (大谷 駿斗 Otani Hayato?), född 17 januari 1997 i Ishikawa prefektur, är en japansk fotbollsspelare.
Otani började sin karriär 2018 i Kataller Toyama.